# استحکامات دو موتزیگ
استحکامات دو موتزیگ (انگلیسی: Fort de Mutzig) که با عنوان فست کیسر ویلهلم دوم هم شناخته می‌شود، در نزدیکی شهر موتزیگ واقع در بخش فرانسوی با-رن (Bas-Rhin) واقع شده‌است. این یکی از استحکاماتی است که در اواخر قرن نوزدهم آلمان برای دفاع از استراسبورگ ساخته شده بود.
این نخستین تأسیسات در قلمرو آلمان پس از اختراع مواد منفجره بالا بود که پیشتر ساخته شده بود.

## تشریح

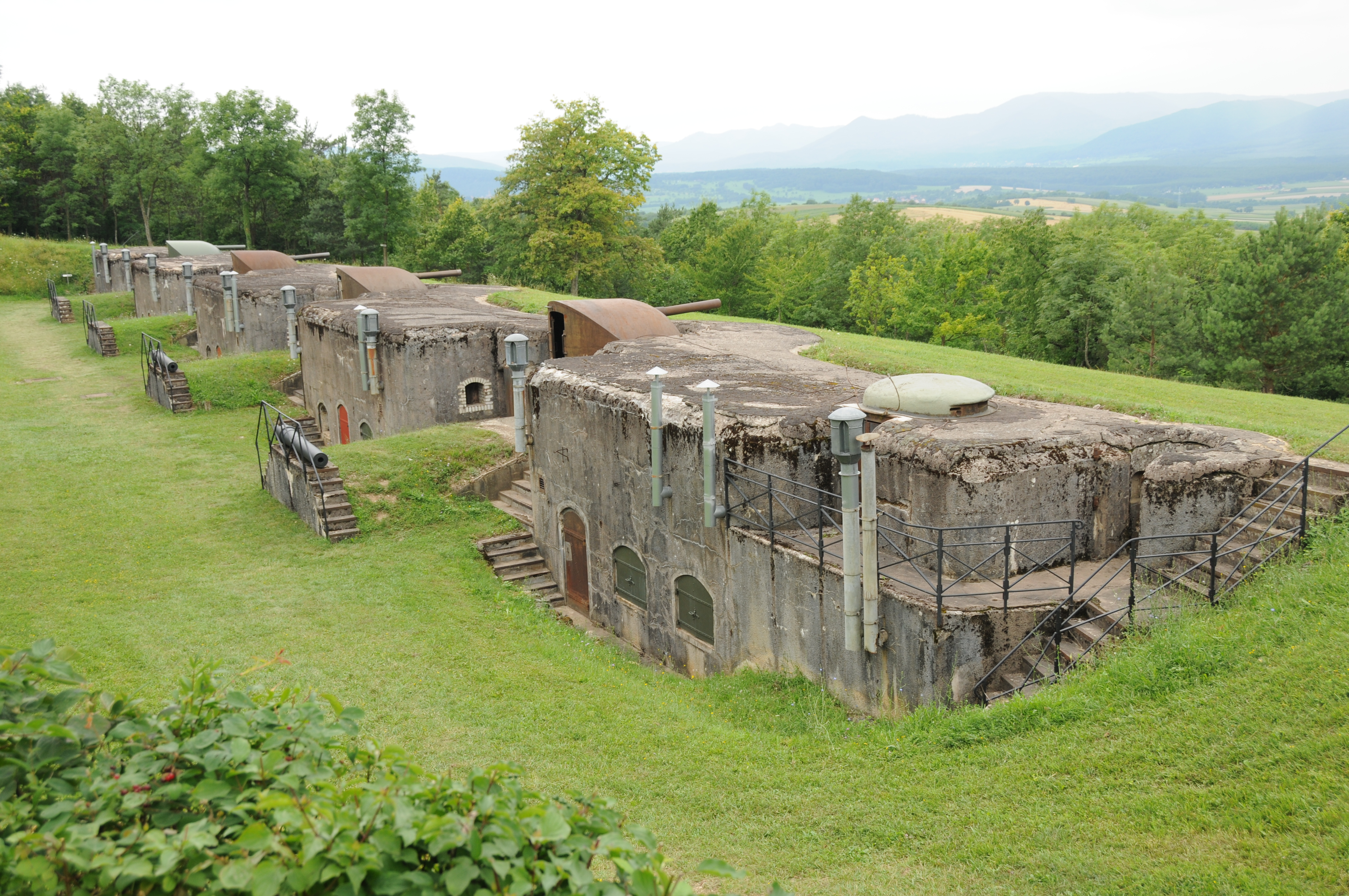
باتری شماره ۱ در موتزیگ

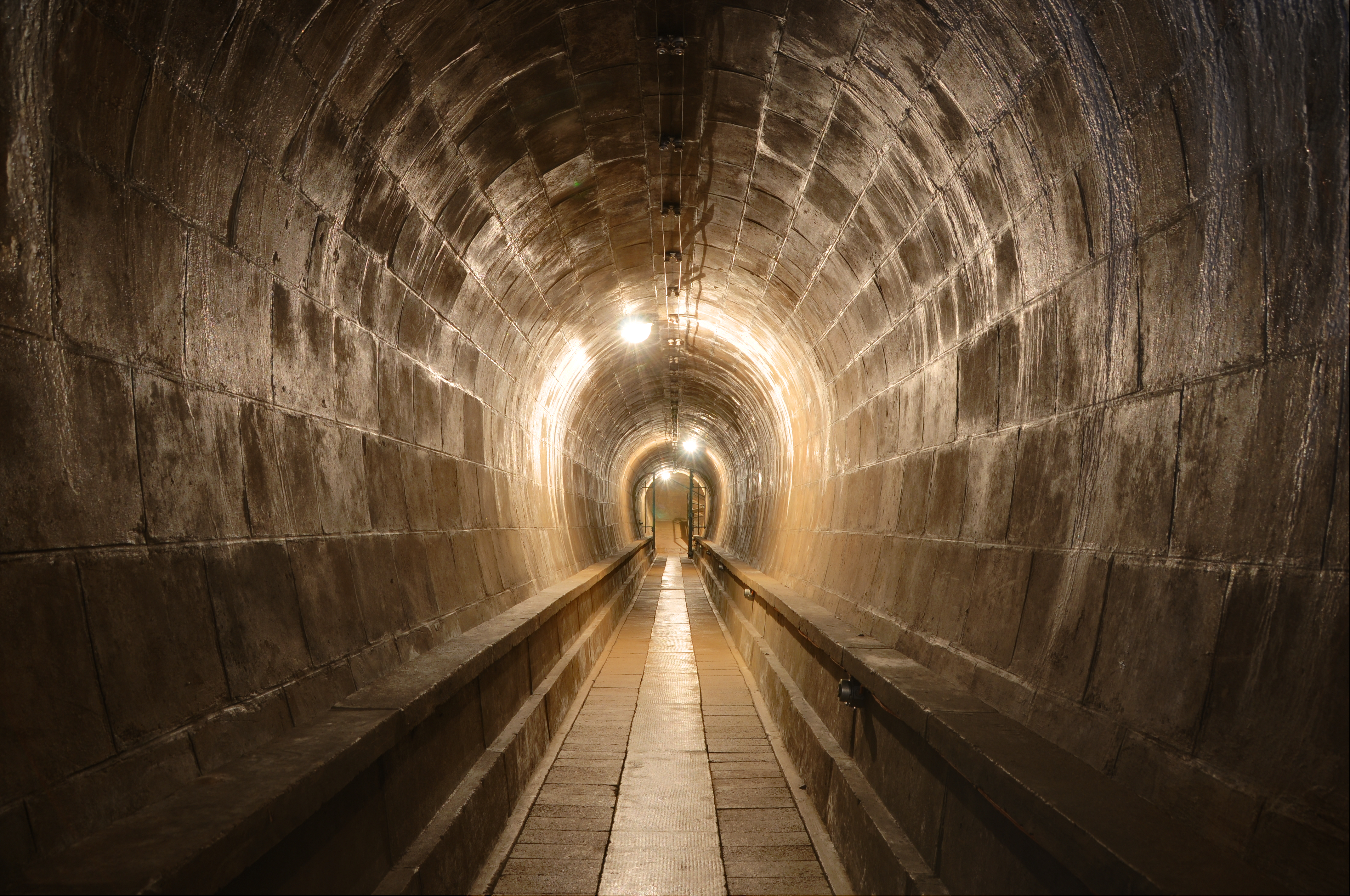
تونل در استحکامات دو موتزیگ

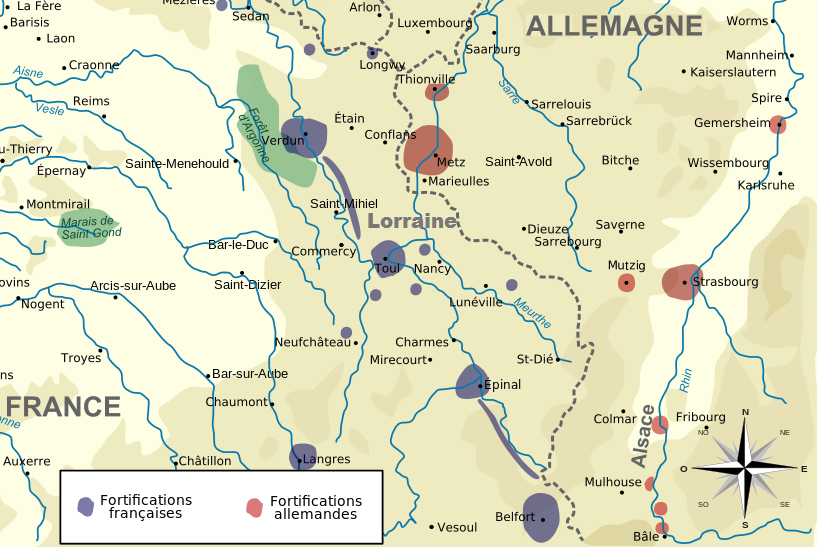
مرز فرانسه و آلمان، ۱۹۱۴

استحکامات شامل سه بخش اصلی است. جدیدترین بخش و مکانی که برای تورها استفاده می‌شود در دژ شمال غربی واقع شده‌است. قلعه غربی در سال ۱۸۹۵ تا حدودی در جنوب و دژ شرقی در حدود یک کیلومتری شرق قلعه غربی واقع شده‌است. آن‌ها با هم یک استحکامات تقویت شده را تشکیل می‌دهند که بعدها در ساخت استحکامات خط ماژینو فرانسه گسترش یافت.

## تاریخچه
استان لورن در طول جنگ فرانسه و پروس به تصرف درآمد و باعث شد که یک مسابقه تسلیحاتی به شکل استحکامات ثابت در بخش‌های فرانسه و آلمان به وجود آید. این قلعه نبرد مهمی را در طول جنگ جهانی اول شاهد نبود و پس از آتش‌بس ۱۹۱۸ به ارتش فرانسه تحویل داده شد، به استثنای نیمی از سلاح‌های ۱۰۵ mm که در سال ۱۹۱۷ توسط آلمان‌ها نجات داده شد. ارتش فرانسه موتزیگ را برای دفاع از مرز راین در نظر گرفته‌بود.

## وضعیت کنونی قلعه
پس از جنگ جهانی دوم، این دژ به وسیله ارتش فرانسه تا دهه ۱۹۶۰ برای تمرینات مورد استفاده قرار می‌گرفت و در تصرف ارتش باقی مانده‌بود. از آنجا که دژ هرگز اقدام نظامی قابل‌توجهی ندیده‌است، یکی از بهترین آثار بجای مانده جنگ، قبل از جنگ جهانی اول محسوب می‌شود. این استحکامات عظیم که تقریباً تمامی تجهیزات اصلی خود را حفظ کرده‌است، از سال ۱۹۸۴ در حال بازسازی یک گروه مشترک آلمانی - فرانسوی قرار گرفت و در سال ۱۹۹۵ پس از بازسازی به‌صورت یک موزه در این مکان برای عموم باز شد. گروه‌های محلی اماکن تاریخی نیز از دژ استفاده می‌کنند. از سال ۲۰۱۴، دژ به نام اصلی خود، دژ قیصر ویلهلم دوم شناخته شده‌است.